# Nordseewerke Massengutfrachter 17.100 tdw
Der Nordseewerke Massengutfrachter 17.100 tdw, war ein Massengutschiffstyp der Emder Nordseewerke. Gebaut wurde er in den Jahren 1958 und 1959 in sechs Einheiten.

## Geschichte
In den 1950er Jahren erzeugte die schnell wachsende deutsche Wirtschaft einen zunehmenden Rohstoffbedarf. Dazu zählte unter anderem die Erzversorgung der Stahlhütten im Ruhrgebiet. Der Erzimport wurde anfangs noch überwiegend mit vielseitig einsetzbaren Stückgutfrachtschiffen transportiert, die sowohl für zu exportierende Stückguttransporte, als auch für den Import von Massengütern, wie beispielsweise Erz, geeignet waren. Die Nordseewerke in Emden hatten schon vor dem Krieg erste Erfahrungen im Bau von Erzfrachtern gesammelt und in den Nachkriegsjahren 1951 bis 1957 den erfolgreichen Typ Emden gebaut. Mit dem 17.100-tdw-Massengutfrachter konstruierte die Werft Ende der 1950er Jahre einen deutlich moderneren Schiffsentwurf mit achtern angeordneten Aufbauten, eine Anordnung, die sich für vergleichbare Schiffe bis heute erhalten hat. Am 9. September 1958 lieferte die Emder Werft das Typschiff Rheinstahl an seine Auftraggeber ab. Bis zum Ende 1959 folgten fünf weitere Neubauten des Typs mit rund 17.000 Tonnen Tragfähigkeit.
Zwei der Bestellungen erhielt die Werft von den Rheinischen Stahlwerken in Essen, eine weitere von der August-Thyssen-Hütte und eine von der Seereederei Frigga, die vier der Schiffe bereederte. Dazu kamen zwei Schiffe, die von norwegischen Reedereien geordert wurden. Die Rheinstahl, Arenberg und Otto Springorum wurden 1969/70 an die indische Reederei Dempo Steam Ship Limited in Bombay veräußert, der anderen Schiffe dienten verschiedenen Zweiteignern.
Die Schiffe der Serie durchliefen in den folgenden Jahrzehnten stark voneinander abweichende Karrieren. Zwei wurden bereits 1978 verschrottet (die ehemalige Arenberg, nachdem es schon das zweite Mal an Bord gebrannt hatte). Die Betty strandete und sank 1980 vor Brasilien. Das Typschiff Rheinstahl brach man 1984 in Südkorea ab, während die 1964 zum Chemikalientanker umgebaute Essi Flora bis 1996 in Fahrt blieb. Eines der nach Indien verkauften Schiffe, die ehemalige Otto Springorum, wurde 1982 in Bremerhaven zum Erzumlade- und Depotschiff Priyamvada umgebaut und in dieser Funktion bis 2015 genutzt. Sie pendelte zwischen dem indischen Erzexporthafen Mormugao und Panaji.

## Technik
Der Grundentwurf der Schiffe mit achtern liegenden Aufbauten und Maschinenanlage sowie ohne Ladegeschirr unterschied sich grundlegend von zeitgenössischen Frachtschiffen. Die rund 161 Meter langen und 20,20 Meter auf Spanten breiten Schiffe besaßen neun selbsttrimmende Laderäume mit einem Schüttgutvolumen von 22.395 m3. Die Luken wurden mit MacGregor-Faltlukendeckeln verschlossen. Für die Erzfahrt wurde nur jeweils jeder zweite Raum beladen, bei Ladungen mit großem Staufaktor wurden dagegen alle Laderäume genutzt. Für anfallende Ballastreisen verfügten die Schiffe über eine Tankkapazität von 5583 Tonnen. Dabei wurden seitliche Hochtanks zur Verbesserung der Seeeigenschaften vorgesehen. Hauptmotoren mit rund 5400 PS erlaubten eine Geschwindigkeit von 13,8 Knoten.

## Die Schiffe
| Die Massengutschiffe des Nordseewerke 17.100-tdw-Typs | Die Massengutschiffe des Nordseewerke 17.100-tdw-Typs | Die Massengutschiffe des Nordseewerke 17.100-tdw-Typs | Die Massengutschiffe des Nordseewerke 17.100-tdw-Typs        | Die Massengutschiffe des Nordseewerke 17.100-tdw-Typs |
| Name                                                  | Stapellauf/ Ablieferung                               | Baunummer IMO-Nummer                                  | Auftraggeber                                                 | Umbenennungen und Verbleib |
| ----------------------------------------------------- | ----------------------------------------------------- | ----------------------------------------------------- | ------------------------------------------------------------ | --- |
| Rheinstahl                                            | 23. Juni 1958/ 9. September 1958                      | 323 5293810                                           | Rheinische Stahlwerke, Essen Seereederei Frigga, Hamburg     | 1969 Jagat Mohini, 1984 Charisma, 1984 Abbruch in Ulsan |
| Arenberg                                              | 29. Juli 1958/ 21. Oktober 1958                       | 324 5022924                                           | Rheinische Stahlwerke, Essen Seereederei Frigga, Hamburg     | 1967 nach Feuer in der Biskaya aufgeben, später nach Spanien eingeschleppt und in Emden repariert, 1969 Jagat Padmini, 1978 im Mittelmeer in Brand und erneut aufgegeben, später nach Spanien eingeschleppt und dort verschrottet                                             |
| Betty                                                 | 1959                                                  | 309 5043473                                           | Christian F. Bonnevie, Oslo                                  | Derwentfield, 1978 Cavo Artemidi, September 1980 vor Salvador, Brasilien gestrandet und gesunken |
| Essiflora                                             | 19. März 1959/ 1959                                   | 311 5106677                                           | Björn Ruud-Pedersen, Oslo                                    | 1963 Essi Flora, 1964 zum Chemikalientanker (speziell für den Transport von Antiklopfmittel und Natronlauge) und für Associated Octel Company in Fahrt, 1990 bei Übernahme Bj. Ruud-Pedersen durch Wilh. Wilhelmsen Flora, Ankunft zum Verschrotten in Alang am 15. Juli 1996 |
| Otto Springorum                                       | 8. November 1958/ 28. Januar 1959                     | 325 5267380                                           | Partenreederei „Otto Springorum“ Seereederei Frigga, Hamburg | 1970 Jagat Swamini, 1982 Umbau zum Erzdepotschiff Priyamvada, ab dem 27. November 2015 in Alang verschrottet |
| Anita Thyssen                                         | 18. Januar 1959/ 17. März 1959                        | 329 5018014                                           | Seereederei Frigga, Hamburg                                  | 1969 Nortrans Unity, 1976 Aegis Unity, 1978 Abbruch in Kaohsiung |